# Gustav Magnus
Heinrich Gustav Magnus, född 2 maj 1802 i Berlin, död där 4 april 1870, var en tysk fysiker; bror till Eduard Magnus och kusin till Ludwig Immanuel Magnus.
Magnus blev 1827 filosofie doktor i Berlin och arbetade 1828 under Jöns Jacob Berzelius på Vetenskapsakademiens laboratorium i Stockholm. Han gjorde därefter en studieresa till Paris och var från 1831 lärare i teknologi och fysik vid Berlins universitet, där han 1834 blev extra ordinarie och 1845 ordinarie professor i teknologi.
Magnus utrustade med egna medel ett fysiskt laboratorium, som blev ett mönster för de sedermera uppväxande fysiska instituten. På det kemiska området upptäckte han bland annat isetionsyra och ett efter honom uppkallat platinasalt samt gjorde för sin tid utmärkta analyser av blodgaserna.
Mest betydande blev dock hans arbeten inom fysiken, såsom hans elektriska och hydrodynamiska experiment samt framförallt hans iakttagelser inom värmeläran. Samtidigt och i märklig överensstämmelse med Henri Victor Regnault, men fullt oberoende av denne, bestämde han nämligen luftens utvidgning, varvid han genom användning av svensken Fredrik Rudbergs metod erhöll ett riktigare talvärde än Louis Joseph Gay-Lussacs och John Daltons. I nära samband därmed gjorde han noggranna mätningar av ångors spänstighet. Han konstruerade även en jordtermometer och utförde undersökningar över värmestrålning, särskilt gasernas absorptionsförmåga för denna. Av stort värde är också hans mätningar av gasers värmeledningsförmåga. Hans arbeten återfinns huvudsakligen i Johann Christian Poggendorffs "Annalen". Han invaldes som utländsk ledamot av svenska Vetenskapsakademien 1868.